# Kaba
Kaba è una città dell'Ungheria di 6.446 abitanti (dati 2001). È situata nella contea di Hajdú-Bihar.